# Савон, Эрисланди
Эрисланди Савон Котилья (исп. Erislandy Savón Cotilla; род. 21 июля 1990, Гуантанамо, Куба) — кубинский боксёр-любитель, выступающий в тяжёлой и в супертяжёлой весовых категориях. Бронзовый призёр Олимпийских игр (2016), чемпион мира (2017), серебряный призёр чемпионата мира (2015), чемпион Панамериканских игр (2015, 2019), чемпион Игр Центральной Америки и Карибского бассейна (2014, 2018), чемпион молодёжного чемпионата мира (2008), многократный чемпион Кубы, многократный чемпион и призёр международных и национальных турниров в любителях.

## Биография
Родился 21 июля 1990 года. Является племянником трёхкратного чемпиона Олимпийских игр Феликса Савона.

## Любительская карьера
В 2008 году впервые стал чемпионом молодёжного чемпионата мира по боксу в Гвадалахаре.
В феврале 2012 года завоевал золото в весе свыше 91 кг на представительном международном турнире «Странджа» проходившем в Софии (Болгария), в финале победив грузина Михаила Бахтидзе.
И в августе 2012 года Эрисланди защищал честь страны на Олимпийских играх в Лондоне выступая в супертяжёлой весовой категории (свыше 91 кг), но занял только 9-е место, проиграв в первом же бою (со счётом 16:17) будущему олимпийскому чемпиону 2012 года британскому боксёру Энтони Джошуа.
В 2015 году на чемпионате мира завоевал серебряную медаль в весе до 91 кг, в финале проиграв российскому боксёру Евгению Тищенко.
В 2017 году на чемпионате мира в Гамбурге взял реванш у Евгения Тищенко, завоевав золотую медаль.
В 2013—2018 годах он принимал участие в полупрофессиональной лиге «Всемирная серия бокса», проведя 32 боя, из них выиграв 28 и проиграв всего 4 боя.